# Personaggi di El refugio
La seguente voce contiene un elenco dei personaggi presenti nella telenovela argentina El refugio.

## Ragazzi
| Nome personaggio | Interprete                  | Primo doppiatore (ep. 1-74) | Secondo doppiatore (ep. 75-150) | Descrizione |
| ---------------- | --------------------------- | --------------------------- | ------------------------------- | --- |
| Fran             | Francisco Bass              | Alessio Nissolino           | -                               | Francisco Milanesio, detto Fran, è un ragazzo di origini italiane, dal carattere forte, che lavora nel panificio di famiglia. Ad un certo punto decide di diventare indipendente e di andare a vivere con Piru, il suo migliore amico, insieme al quale, casualmente, scopriranno il teatro ‘El rifugio’. Per conquistare le ragazze dell'accademia si fingerà gay col nome di “Franci”. Avrà una relazione con Fer, che finirà, in un primo momento poiché crede che durante la sua assenza abbia avuto una storia con Piru (cosa che crederà anche più tardi, a causa di molteplici equivoci), e in un secondo per i contrasti della famiglia di lei, causati dalle differenze sociali dei due. Verrà mandato in Israele per firmare un contratto (che rifiuterà), dopo aver vinto un concorso organizzato di proposito da Máxima per allontanarlo da Fer. Per dimenticarsi definitivamente di quest'ultima, si fidanzerà con Celeste, ma la loro storie terminerà dopo poco. In seguito all'arresto del padre lavorerà nel bar dell'accademia insieme alla madre e alla sorella, su proposta di Máxima. È geloso che la sua ragazza sia amica di Marco Leguizamón, compagno di classe delle elementari, e per questo, in più occasioni finiranno per litigare. Per farla allontanare le rivelerà che Marco in passato è stato ricoverato in una clinica psichiatrica (cosa che ha scoperto grazie all'aiuto di Coco), ma non riuscirà. Verrà lasciato da Fer, dopo che quest'ultima, al ritorno da un viaggio con Marco, verrà a sapere che in sua assenza Fran ha passato una notte con Clarita. Dopo essersi pentito, però, verrà perdonato e si riconcilierà. Non è per niente d'accordo, insieme a Piru, che l'accademia si fondi col teatro. Verrà lasciato nuovamente da Fer per motivi di gelosia, ma si rimetteranno insieme nell'ultima puntata della telenovela. |
| Coco             | Jorge Maggio                | Gianluca Crisafi            | -                               | Jorge Valle, detto Coco, è un ragazzo appartenente ad una famiglia di milionari. Ben presto, a causa di alcuni affari del padre non andati a buon fine, perderà tutta la sua fortuna, e in seguito ad un breve periodo di depressione, riuscirà ad andare avanti con l'aiuto dei suoi amici del teatro, coi quali stringerà una forte amicizia, e svolgendo, clandestinamente, il lavoro di autista. È il miglior amico di Fer sin dall'infanzia e in accademia legherà con Federico, suo compagno di camera. Avrà una storia dapprima con Clarita, che terminerà a causa di un tradimento (in realtà inesistente) di lui con una giapponese di nome Yen, e poi con Paula, che terminerà a causa del vizio di rubare di lei. Malgrado ciò, collaborerà con la sua ex, al fine di guadagnare soldi: infatti, per potere ottenere l'eredità, fingerà davanti a suo nonno Alfonso di aspettare un figlio da Paula e deciderà di celebrare prima il fidanzamento ufficiale, e poi il matrimonio. Rendendosi conto di essere "allergico" a qualunque impegno, chiederà a Federico di fare irruzione durante il fidanzamento e di dire che il figlio che aspetta Paula, in realtà è suo. Per questo verrà cacciato dai suoi amici del teatro, e verrà segretamente ospitato da Fer. Dopo esser stato convinto da Ceci, rivelerà a suo nonno tutte le bugie e per questo non verrà più accettato. Da allora deciderà di cambiare e, nonostante tutto, si fidanzerà con Paula, ma ad un certo punto si accorgerà di essere nuovamente innamorato di Clarita. Si metterà con entrambe, finché non scopriranno tutto e lo lasceranno; tuttavia sceglierà Clarita come ragazza, ma la lascerà nel corso di una cena col padre di lei, per stare con Paula, che però inizialmente non accetterà. Con quest'ultima, poi, litigherà ancora, dopo aver scoperto che svolgeva il lavoro di accompagnatrice (lavoro che lei credeva fosse quello di modella); anche questa volta chiariranno. Coco verrà lasciato per l'ennesima volta, dato che Paula che non si sente amata e considerata. Ciononostante continuerà ad amarla, ma la loro storia avrà alti e bassi. È favorevole, come anche Belu e Fer, che l'accademia si fonda col teatro. Verso la fine della serie diventerà ricco dopo aver ottenuto l'eredità di un suo parente lontano. |
| Fer              | María Fernanda Neil         | Francesca Rinaldi           | -                               | Fernanda Linares Pacheco (in realtà Echevarry), detta Fer, è una bella ragazza, giovane e milionaria, che vive con la nonna Máxima. È la migliore amica di Coco, Ceci e Rochi, queste ultime conosciute in accademia, e stringerà una forte amicizia con i ragazzi del teatro, in particolare con Belu. Avrà una storia con Fran, che terminerà più volte: la prima a causa della gelosia, la seconda a causa delle differenze sociali, su influenza della famiglia, e in particolare della nonna. Per accontentare la madre (finta) malata terminale, lascerà la band, ma rientrerà subito dopo, travestendosi e spacciandosi per Malena, finché non verrà scoperta da Benji. Al fine di dimenticare definitivamente Fran si fidanzerà per pochissimo tempo con Daniel, per poi fidanzarsi nuovamente col primo. Scoprirà che suo padre in passato ha avuto un figlio da Patricia Jones, e dopo molto tempo scoprirà che si tratta di Fran, grazie ad una lettera, ma Amadeo, che già ne era a conoscenza, le rivelerà la verità, e cioè che si tratta di Piru e che la lettera è stata di sicuro modificata. Dopo aver litigato con sua nonna, deciderà di essere indipendente, andando via da casa per un giorno e trovando un lavoro presso un salone di bellezza. Scoprirà che il conduttore del realty Soñando por un sueño, tenutosi al teatro, è, in realtà, il suo amico di infanzia Marco Leguizamón (che da allora farà di tutto per conquistarla). Lascerà Fran dopo aver scoperto che, mentre si trovava fuori città con Marco, ha passato una notte con Clarita; ma, visto il pentimento di Fran e capendo che quest'ultimo è l'unica sua ragione di vita, lo perdonerà e tornerà insieme. È favorevole, insieme a Coco e Belu, che l'accademia si fondi col teatro. Lascerà Fer a causa della sua gelosia e per consolazione si fidanzerà con Marco malgrado pensi che sia matto. Non perdonerà sua nonna del fatto che per tanti anni non le abbia mai detto che Amadeo è suo nonno (e quindi anche che suo padre Diego è figlio di Amadeo), ma nell'ultima puntata, insieme a Piru, ci ripenserà, perdonandola. |
| Piru             | Piru Sáez                   | Federico Di Pofi            | Angelo Evangelista              | Piru Linares Pacheco è un ragazzo sensibile, che ama cantare e suonare la sua chitarra, dalla quale non intende mai separarsi. Non ha famiglia, dato che è cresciuto in un orfanotrofio, e per questo non ama parlarne nemmeno con i suoi amici più stretti. Con l'aiuto di Belu, di Federica e del nonno di Coco, cercherà la verità sul suo passato, scoprendo dapprima che i suoi genitori (in realtà adottivi) sono dei detenuti evasi, e poi che i suoi genitori biologici sono Diego, padre di Fer, e Patricia. È il miglior amico di Moni, conosciuta in orfanotrofio, e di Fran, ma la famiglia di quest'ultimo inizialmente crede che sia gay, a causa di alcuni suoi comportamenti strani e del suo look. Avrà una storia con Violeta e poi con Federica, terminate a causa degli eccessi di gelosia di entrambe. È innamorato di Belu sin da quando l'ha incontrata e, pur tardando a dichiararle il suo amore, si fidanzerà. Dopo aver scoperto che Máxima è sua nonna, le proporrà di instaurare un rapporto. Si affezionerà a Echevarry, considerandolo un punto d'orientamento sia dal punto di vista affettivo che professionale. Sarà vittima dell'inganno di Celeste, che li dirà che il figlio che aspetta è suo, approfittando del fatto che ha passato una notte al teatro con lo stesso Piru (tra l'altro ubriaco, per il fatto che aveva appena litigato con Belu), che l'aveva ospitata dato che aveva litigato con la madre proprio per il motivo della gravidanza (nel corso di quella notte, però, non è mai successo niente). A causa di tutto Piru verrà lasciato da Belu, la quale li dirà che da ora in poi il suo unico scopo è quello di occuparsi di suo figlio. Non accetta, come anche Fran, che l'accademia si fondi col teatro. |
| Belu             | Belén Scalella              | Monica Bertolotti           | -                               | Belén Medrano, detta Belu, è una ragazza molto umile arrivata a Buenos Aires da un paesino di campagna, Epuyén, col sogno di diventare una cantante. Inizialmente alloggerà a casa di suo zio Ernesto, ma a causa dei comportamenti di sua zia Susana e sua cugina Celeste, che aiuterà nonostante tutto, andrà via, recandosi al teatro. Su raccomandazione di Fer, con la quale stringerà una forte amicizia, entrerà a far parte dell'accademia, che però lascerà dopo poco, a causa del comportamento di Máxima, e dopo aver capito che raggiungere il successo non sarà tanto facile. Avrà una storia con Martín, inizialmente clandestina, che terminerà a causa dei tradimenti e dell'alcolismo di quest'ultimo. Ad un certo punto scoprirà l'amore che prova per Piru, ma glielo rivelerà solo nel momento in cui, a causa di una caduta dal palco del teatro, perderà la memoria. Parteciperà al reality Soñando por un sueño, vincendo 20.000 pesos più un viaggio a Londra. Lascerà Piru, dopo aver scoperto che il padre del figlio che aspetta Celeste è lui (fatto in realtà non vero) e per dimenticarsene definitivamente avrà intenzione di andarsene a Londra, con l'appoggio di Coco, Fran e Fer, e col disappunto di Piru. È favorevole, come Coco e Fer, alla fusione dell'accademia col teatro. |
| Silvana          | Nadia Di Cello              | Roberta De Roberto          | -                               | Silvana Milanesio è la sorella di Fran. Frequenta l'accademia e il suo sogno è quello di diventare una modella. In seguito all'arresto del padre, lavorerà con la madre e il fratello nel bar dell'accademia. È la migliore amica di Celeste. È innamorata di Benjamín e dopo molto tempo avrà una storia, finché non scoprirà che è un traditore, e che si è fidanzato con lei solo per poter spiare e danneggiare i ragazzi del teatro. A decorrere dall'episodio n. 89 Silvana non comparirà più all'interno della telenovela. |
| Clarita          | Luz Cipriota                | Micaela Incitti             | Giorgia Brugnoli                | Clara García Lastra, detta Clarita, è la figlia di un avvocato milionario. Frequenta l'accademia e il suo sogno e quello di diventare attrice e cantante, facendo di tutto per raggiungere il successo, arrivando al punto di accettare i ricatti di Máxima. Avrà una storia con Coco, che terminerà dopo aver scoperto che quest'ultimo la tradiva con una giapponese di nome Yen (fatto non vero). Ricomparirà in seguito ad un lungo periodo di assenza, dovuto a impegni lavorativi in Messico. Scoprirà che a far cadere Belu dal palco del teatro è stata Celeste, e la ricatterà al fine di mantenere il silenzio, facendola alleare con lei per danneggiare Fer. Insieme a Benji, è l'alunna preferita di Máxima, alla quale rivelerà tutta quello che sa sui ragazzi dell'accademia. Ad un certo punto scoprirà di essere ancora innamorata di Coco, col quale si fidanzerà per poi lasciarsi dopo aver scoperto che era fidanzato anche con Paula. Ciononostante li proporrà di tornare insieme, ma verrà lasciata dopo poco. Si renderà, poi, conto di essere innamorata di Fran, e cercherà di far qualunque cosa per farlo lasciare con Fer, sua nemica: infatti ci passerà una notte. |
| Benji            | Benjamín Amadeo             | ?                           | Matteo Liofredi                 | Benjamín Costa Serinera, detto Benji, è un ragazzo bello, milionario, superficiale e materialista che frequenta l'accademia. I suoi migliori amici sono Daniel, Pablo e Franco, e con essi si diverte a prendere in giro tutti. In passato ha avuto una storia con Fer, che cercherà di riconquistare in tutti i modi in seguito al rientro dalle vacanze estive. Si alleerà con Máxima per distruggere i ragazzi del teatro, e per nascondere ciò si fingerà buono, contribuendo alla riapertura del teatro. Avrà una storia con Silvana, che terminerà dopo che quest'ultima scoprirà che in realtà è un traditore, e che sta con lei solo per spiare i ragazzi del teatro. Si accorgerà che Malena, la cantante della band subentrata a Fer, è in realtà la stessa Fer travestita e, pur promettendole di non dire niente a nessuno, lo riferirà immediatamente a sua nonna. Per aiutare quest'ultima, al fine che si sappia che Piru è suo nipote, manometterà una lettera in cui Patricia Jones rivela a Echevarry che Piru è suo figlio, scrivendo Fran al posto di Piru, ma la verità verrà immediatamente a galla. |
| Celeste          | Bárbara Bustamante Pfeiffer | Gaia Bolognesi              | Patrizia Salerno                | Celeste Garibaldi è la cugina di Belu. Si tratta di una ragazza immatura che obbedisce solo alla madre manipolatrice. Frequenta l'accademia e il suo sogno è diventare una modella. È un'amica di Silvana, ma, a causa delle differenza sociali, se ne allontanerà. Dopo aver tentato di conquistare Coco, e aver avuto una storia con Franco, s'innamorerà di Martín, ma dato che non è corrisposta, lo accuserà di aver abusato sessualmente di lei. Per tal motivo non verrà più accettata da nessuno, e cercherà di cambiare vita con l'aiuto di Zoe, un'alunna dell'accademia, alla quale chiederà delle pillole dietetiche che le causeranno un malore. Accetterà di conquistare Francisco, su proposta di Máxima, per poter diventare la testimonial di una pubblicità per una nota azienda, ma la sua fama durerà pochissimo e per questa tenterà di suicidarsi gettandosi dalla finestra dell'accademia, allo scopo di catturare l'attenzione della stampa. Nel periodo in cui Fran e Belu fingono di stare insieme per far ingelosire rispettivamente Fer e Piru, considererà la cugina la causa della fine del suo successo e della fine della sua storia con Fran, e dunque cercherà di ucciderla spingendola dal palco del teatro. Sarà costretta ad accettare i ricatti di Clarita, che, in caso contrario, rivelerà a tutti chi è stata l'artefice di tutto ciò. Con l'aiuto di Violeta, con la quale stringerà una forte amicizia, scoprirà di essere incinta, e, su consiglio della stessa, "cercherà" un padre per il proprio figlio, scegliendo Piru essendo ricco in quanto un Linares Pacheco. Il vero padre di suo figlio è, in verità, un ragazzo (povero) conosciuto durante le vacanze estive a Punta del Este, in Uruguay. Tuttavia, con la complicità della madre, riferirà al padre che è stato Piru ad averla messa incinta. |
| Violeta          | Sofía Bertolotto            | Ilaria Egitto               | Greta Bonetti                   | Viola Balcasse, detta Violeta, è una ragazza con problemi psichici, che ossessiona chiunque le si avvicini e per questo cercherà di farsi curare da uno specialista. Qualora qualcuno osasse far del male ad una delle sue "migliori amiche", lei è pronta a vendicarsi in qualunque modo. Girando assieme a Julieta un documentario sul teatro di Echevarry, s'innamorerà di Piru e inizialmente sarà ricambiata. Poiché crede che Piru e Fer stiano insieme, cercherà di investire quest'ultima con l'auto e per questo, e per altro, verrà espulsa dall'accademia, per poi essere riammessa grazie a Máxima. Travestita da uomo, colo nome di Pepe, si presenterà ai provini per la selezione del personaggio che dovrà interpretare Otello, nella medesima commedia diretta da Federico ed Ernesto, e finirà per essere ingaggiata. Nel corso delle prove s'innamorerà di Franco, e in più occasioni, non rendendosene conto, lo bacerà. Per farsi accettare, cambierà completamente look, facendosi i capelli verdi. Convincerà Celeste a sottoporsi al test di gravidanza e, una volta scoperto che è incinta, le consiglierà di "cercare" un bambino per il proprio figlio, dato che non sa chi sia. |
| Pili             | Denise Romano               | Maia Orienti                | ?                               | Maria del Pilar, detta Pili, è la tipica bionda superficiale. Frequenta l'accademia e ama sfilare e farsi scattare foto. Assieme a Mili formerà un gruppo chiamato "Las Blondes" e firmerà un contratto, grazie a Máxima. |
| Mili             | Erika Kowalczyk             | Laura Amadei                | Barbara Pitotti                 | Maria del Milagros, detta Mili, è la sosia di Pili; con quest'ultima formerà il duo "Las Blondes" e firmerà un contratto grazie a Máxima. Frequenta l'accademia e il suo sogno è partecipare ad un musical a Broadway. |
| Paula            | Ariadna Asturzzi            | Giorgia Brugnoli            | Eleonora Reti                   | Paula è una ragazza dal carattere forte. Entra a far parte dell'accademia come borsista con lo scopo di trovare l'assassino di suo padre e vendicarsi. Avrà una storia con Coco (che lei chiama "Occhioni"), che terminerà dopo che quest'ultimo scoprirà il suo vizio di rubare. Malgrado ciò collaborerà col suo ex al fine di guadagnare soldi, finendo per riconciliarsi. La storia terminerà nuovamente, dopo che scoprirà che Coco è fidanzato anche con Clarita, la sua ex. Ciononostante lo perdonerà e si rimetteranno insieme. Saprà, tramite una lettera inviata da un certo Jack, che l'assassino di suo padre è Agustín, e da quel momento lo odierà e lo obbligherà ad andarsene dall'accademia. Deciderà di lasciare definitivamente Coco, dato che non si sente né amata né considerata, ma malgrado ciò lo continuerà ad amare. |
| Federico         | Federico Canepa             | Simone Veltroni             | -                               | Federico García Lastra, detto Fede, è il fratello di Clarita, con la quale non va d'accordo. È il tipico ragazzo “secchione” e al tempo stesso timido. Frequenta l'accademia e il suo sogno è di diventare un musicista, anche se il padre desidera che diventi un avvocato come lui. Per tal motivo verrà cacciato da casa e diverrà un borsista. Non ha amici, finché stringerà un'amicizia con Coco, il quale li darà dei consigli su come conquistare le donne. Col nome di Romeo, s'innamorerà di Giulietta, una ragazza conosciuta in chat, e scoprirà, dopo molto tempo, che si trattava di Ceci, con la quale poi si fidanzerà. Rischierà di esser cacciato dall'accademia per ben due volte: la prima perché è stato scoperto a filmare le ragazze mentre facevano la doccia, sotto ricatto di Celeste, che in caso contrario avrebbe rivelato a Cecilia che lo aveva beccato mentre baciava Paula; la seconda perché è stato accusato di essersi intrufolato di notte nel letto di Federica. In entrambi i casi è stato ‘scagionato’. Su supplica di Coco, farà irruzione alla sua festa di fidanzamento affermando che il figlio che porta in grembo Paula, in realtà è suo. Per tal motivo litigherà con Cecilia, che intanto intendeva darli un'altra possibilità. Dopo molto tempo, accorgendosi di amarla ancora, le proporrà a Cecilia di frequentarsi nuovamente. |
| Ceci             | Dalma Maradona              | Gaia Bolognesi              | Joy Saltarelli                  | Cecilia Casaris, detta Ceci, è una ragazza timida e un po' fanatica che frequenta l'accademia. È una delle migliori amiche di Fer. Col nome di Giulietta, s'innamorerà di Romeo, un ragazzo conosciuto in chat, e scoprirà, dopo molto tempo, che si trattava di Federico, col quale poi si fidanzerà e si lascerà. Diverrà la costumista personale di Fer e anche della band. Non crederà al fatto che Federico, per non far sposare Coco, abbia detto che il figlio di Paula è suo, ma poi si convincerà. Aiuterà Coco a rivelare tutte le sue bugie al nonno, e soprattutto ad essere più onesto. Si fidanzerà con Agustín. Riceverà, tramite chat, dei messaggi da un certo Jack, che le rivelerà dei problemi con la giustizia che Agustín ha avuto in passato e deciderà, insieme a Federica e Violeta, di indagare, finché il suo ragazzo spontaneamente le dirà che in passato ha ucciso un uomo mentre guidava ubriaco. Quando si scoprirà che quell'uomo ucciso è il padre di Paula, convincerà Agustín a dirlo a Paula. Indagherà sull'identità di Jack, ipotizzando fosse Federico, solo perché, a suo avviso, la voleva lontana da Agustín solo per poter ritornare insieme. Il suo dubbio svanirà nel momento in cui scoprirà che lo stesso Federico ha ricevuto da Jack una lettera, insieme ad un pugnale macchiato di sangue, che lo obbligava a star lontano da Ceci. |
| Federica         | Daniela Nirenberg           | Gloria Di Maria             | Emanuela Damasio                | Federica Parrantes è la figlia di Matilde, anche se nessuno lo sa, a parte Piru. Sua madre insiste così le riferisca tutto ciò che sa sui ragazzi dell'accademia, ma lei s'opporrà, decidendo di testa propria e coprendo ad esempio la storia d'amore di Belu e Martín. Entra a far parte dell'accademia come borsista. Scoprirà il 'tunnel intergalattico' che collega l'accademia al teatro, ma non lo rivelerà a nessuno. È innamorata di Piru, col quale avrà una brevissima storia, sin dal primo giorno in cui l'ha incontrato e lo aiuterà a ricostruire il suo passato, cercando informazioni sui suoi genitori. Aiuterà Ceci ad indagare sul passato di Agustín. |
| Coty             | Daniela Brignola            | ?                           | Barbara Sacchelli               | Coty è una ragazza che frequenta l'accademia. Inizialmente è amica di Celeste, però dopo aver scoperto che le diventa amica solo per avvicinarsi a Franco inizierà ad odiarla. Avrà una storia con Franco, che terminerà dopo che scoprirà di esser stata tradita con Celeste. Ciononostante cercherà di riconquistarlo, ma non ci riuscirà. Durante le prove dell'"Otello" s'innamorerà di Pepe, ma non sarà ricambiata, dato che Pepe è in realtà Violeta travestita. Va abbastanza d'accordo con Fer, Belu e le altre ragazze dell'accademia. |
| Franco           | Alfonso Burgos              | Paolo Corridore             | Alberto Caneva                  | Franco Mario Locampo è un giovane ricco e superficiale che frequenta l'accademia. È il migliore amico di Benjamín, Pablo e Daniel, e con essi si diverte a prendere in giro tutti. Avrà una storia con Coty, che lascerà per stare con Celeste. Ciononostante proverà ancora qualcosa per la prima e non sopporta che sia innamorata di Pepe. |
| Daniel           | Mauricio García             | Emanuele Ruzza              | Omar Vitelli                    | Daniel, detto Dani, è un giovane ricco e superficiale che frequenta l'accademia. È il migliore amico di Benjamin, Pablo e Franco, e con essi ama prendere in giro tutti, in particolare Federico, col quale finirà per fare a botte. S'innamorerà di Fer e avrà una breve storia. |
| Pablo            | Ariel Navarro               | Daniele Raffaeli            | ?                               | Pablo è un giovane ricco e superficiale che frequenta l'accademia. È il migliore amico di Benjamin, Pablo e Franco, e con essi ama prendere in giro tutti. |
| Agustín          | Juan Manuel Guilera         | Mattia Nissolino            | Stefano De Filippis             | Agustín Passalberti è un ragazzo che nasconde un segreto che lo fa soffrire, cioè che ha ucciso un uomo guidando ubriaco al volante. Entra a far parte dell'accademia dapprima come un qualunque allievo e poi come borsista; stringerà amicizia con Benji, Daniel, Pablo e Franco. Ama fare i ritratti ed s'innamorerà dapprima di Belén, e poi di Ceci con la quale avrà una storia. Tramite delle lettere ricevute da un certo Jack, scoprirà che l'uomo che ha ucciso è in realtà il padre di Paula e deciderà di non rivelare nulla a quest'ultima, finché non lo verrà a sapere. |
| Moni             | Liz Moreno                  | Micaela Incitti             | Monica Vulcano                  | Monica, detta Moni, è un'amica molto cara di Piru, conosciuta in orfanotrofio. Si affezionerà ai ragazzi del teatro e grazie a loro organizzerà una festa per i bambini dell'orfanotrofio. Lì conoscerà Martin di cui si innamorerà, nonostante sia pronta per diventare una suora. |
| Marco            | Santiago Del Moro           | personaggio mai comparso    | ?                               | Marco Leguizamón è un uomo d'affari milionario e anche conduttore televisivo. È stato un compagno di classe di Fer; è innamorato di lei e cercherà di conquistarla, pur se inizialmente non volesse intromettersi fra lei e Fran. In passato veniva discriminato per la sua grossezza, ed è stato ricoverato in una clinica psichiatrica. |
| Carla            | Susy Diab                   | ?                           | personaggio mai comparso        | Carla è la cugina di Javier ed è una ragazza molto ambiziosa. Entra a far parte dell'accademia come borsista. |
| Javier           | ?                           | Matteo Vacca                | personaggio mai comparso        | Javier è il cugino di Carla; entra a far parte dell'accademia come borsista. È innamorato di Fer e stringerà amicizia con Benji, Daniel, Pablo e Franco. |
| Julia            | ?                           | ?                           | personaggio mai comparso        | Julia, detta Julieta, è la migliore amica di Violeta. Girando insieme a quest'ulti,a un documentario sul teatro, s'innamorerà di Piru. Frequenta l'accademia. |
| Rochi            | Sofía Reca                  | Maura Ragazzoni             | personaggio mai comparso        | Rochi è una delle migliori amiche di Fer che frequenta l'accademia. |
| Zoe              | ?                           | Micaela Incitti             | personaggio mai comparso        | Zoe è una ragazza che aiuterà Celeste a cambiare vita, dopo che non verrà più accettata da nessuno a causa del suo comportamento. Frequenta l'accademia. |
| Yen              | ?                           | ?                           | personaggio mai comparso        | Yen è una ragazza giapponese recatasi a Buenos Aires per fare affari con la famiglia di Clarita. A causa di vari equivoci, crede che Coco si chiami Romualdo, ma prima di partire scoprirà la verità. |
| Tómas            | ?                           | Maia Orienti                | personaggio mai comparso        | Tómas è il figlio di Martín. Nel periodo in cui il padre avrà una storia con Belu, si affezionerà a quest'ultima con la quale, in più occasioni, passerà del tempo. |

## Adulti
| Nome personaggio | Interprete          | Primo doppiatore (ep. 1-74)            | Secondo doppiatore (ep. 75-150) | Descrizione |
| ---------------- | ------------------- | -------------------------------------- | ------------------------------- | --- |
| Amadeo           | Roberto Catarineu   | Marco Mori                             | Bettino Carmo                   | Amadeo Echevarry è un'ex insegnante di musica ben noto che vive nel teatro "El refugio", unica ragione di vita. È un tipo solitario e inizialmente si rivelerà un uomo insensibile e burbero, ma poi si affezionerà ai ragazzi che ospiterà ben volentieri. Verrà ricercato dalla polizia, ma riuscirà a svignarsela, fingendosi morto in un incidente stradale. Ha avuto una relazione con Máxima quando era giovane, dalla quale ha avuto un figlio, Diego, che lui però non sa di aver avuto. Accetterà la riapertura del teatro, seppur inizialmente non lo volesse e proporrà a Fer, Belu, Coco, Fran e Piru di formare un band musicale. È l'unico a sapere che Patricia Jones e Diego, il padre di Fer, sono i genitori di Piru. |
| Máxima           | Nora Cárpena        | Debora Ciccorelli                      | Ludovica Marineo                | Máxima Linares Pacheco è la nonna di Fer. Si tratta di una donna di successo titolare di una prestigiosa accademia, la "Linares Pacheco Academy". La sua migliore amica è Tití, ed è l'unica a sapere tutti i suoi segreti. Al fine di raggiungere i suoi obiettivi, usa ricattare le persone. Cercherà di distruggere in tutti i modi il suo ex Amadeo, dal quale in passato ha avuto un figlio, Diego, e soprattutto il suo teatro, tentando di farlo demolire. Per salvare il matrimonio di suo figlio, ordinerà a sua nuora Sofia di spacciarsi per malata terminale, procurandole delle carte mediche false e proponendole di farsi sottoporre ad un intervento chirurgico. Cercherà in qualsiasi maniera di allontanare Fer dai ragazzi del teatro, e in particolare da Fran, a causa delle differenze sociali, ma non ci riuscirà. Scoprirà, tramite una lettera scritta da Patricia a Amadeo, che Piru è suo nipote e chiederà a Benji, suo alleato e alunno preferito, di far qualcosa per far sì che non si sappia, finché non si convincerà, e accetterà di instaurare un rapporto. Desidera che Marco Leguizamón, compagno di classe delle elementari di Fer, si fidanzi con quest'ultima poiché è un ragazzo benestante. |
| Martín           | Pablo Heredia       | Luca Graziani                          | ?                               | Martín è l'insegnante di teatro e recitazione dell'accademia. È divorziato da Florencia, dalla quale ha avuto un figlio, Tommy, che ha perso per due anni a causa dell'alcolismo. Avrà una storia con Belu, ma quando finirà si darà all'alcol nuovamente. Per questo, e anche per aver maltrattato i suoi alunni, verrà licenziato e poi reintegrato da Máxima, a condizione che entri in terapia. Verrà licenziato una seconda volta, essendo considerato da Máxima la causa del mancato successo della sua commedia "Otello". Durante una festa in maschera al teatro s'innamorerà di Moni, e farà di tutta per conquistarla, malgrado l'intenzione di quest'ultima è quella di farsi suora. |
| Ernesto          | Claudio Garofalo    | Stefano Billi                          | -                               | Ernesto Garibaldi è il padre di Celeste e zio diretto di Belu. È un poliziotto e anche se a volte è un po' duro, desidera solo il meglio per la figlia e la nipote. Credendo che nel teatro ci fossero dei fantasmi, verrà licenziato e per un periodo lavorerà come guardia giurata per l'accademia. È soprannominato "Matute" da Piru e la sua passione è la recitazione, tanto che dirigerà, clandestinamente da Máxima, una commedia (un adattamento dell'"Otello") in cui prenderanno parte alcuni ragazzi dell'accademia. Per tal motivo, verrà licenziato, e poi assunto nuovamente, questa volta come professore di recitazione, subentrando a Martín. Scoprirà che sua figlia Celeste è incinta e che ad averla messa incinta è stato Piru, il quale obbligherà ad assumerci le sue responsabilità. |
| Diego            | ?                   | Raffaele Proietti                      | ?                               | Diego Linares Pacheco è il figlio di Máxima ed è anche il padre di Fer. È uno degli architetti più prestigiosi d'Europa ed è titolare di una azienda importantissima in Spagna. Verrà chiamato dalla madre per occuparsi della demolizione del teatro di Echevarry. Sta per divorziare da Sofia, ma mentre le cose si sistemeranno grazie all'intervento della madre, cambierà idea, affermando di voler stare a tutti costi con Patricia Jones, sua ex, finché non deciderà di stare accanto alla moglie negli ultimi sei mesi di vita che le rimangono, per il bene della famiglia e soprattutto di Fer. Scoprirà di aver avuto un figlio da Patricia, che in seguito si rivelerà essere Piru. |
| Matilde          | Carolina Vespa      | - Daniela Debolini                     | ?                               | Matilde è la segretaria di Máxima e suo braccio destro. Obbedisce alla lettera a quest'ultima e cerca di sapere tutto sui ragazzi in accademia allo scopo di guadagnare punti con il suo capo, anche se molte volte non ci riuscirà. Ha una figlia di nome Federica, ma nessuno lo sa, a parte Piru. |
| Luisina          | Irene Almus         | Emanuela Amato                         | ?                               | Luisina è la madre di Fran che lavora nel panificio familiare. Si tratta di una donna umile e lavoratrice, che farebbe di tutto per i suoi quattro figli. In seguito all'arresto del marito, per poter portare avanti la famiglia lavorerà insieme alla figlia Silvana e al figlio Fran nel bar dell'accademia, su proposta di Máxima. |
| Susana           | Viviana Sáez        | Maura Ragazzoni                        | Patrizia Bracaglia              | Susana è la madre di Celeste e zia acquisita di Belu. Farà tutto il possibile per far ottenere il successo alla figlia Celeste, dandole dei consigli e, molto spesso, manipolandola. |
| Mario            | ?                   | ?                                      | personaggio mai comparso        | Mario Rux è un produttore e anche ex alunno e amico di Máxima. Su richiesta di quest'ultima illuderà Belu facendole credere di diventare una star della musica, malgrado pensi che abbia delle doti per diventare una cantante. Proporrà di formare un trio a Pili, Mili e Fer, ma escluderà quest'ultima e dopo molto tempo le proporrà di cantare da solista. |
| Sofía            | Patricia Viggiano   | Maura Ragazzoni                        | Tatiana Dessi                   | Sofía è la madre di Fer che vive negli Stati Uniti. Sta per divorziare dal marito Diego, ma mentre le cose si sistemeranno grazie all'intervento di Máxima, Diego cambierà idea, deciderà di voler stare a tutti i costi con Patricia Jones, sua ex. Allo scopo di salvare il matrimonio e di allontanare Fer dai ragazzi del teatro e da Fran, si fingerà malata terminale con l'aiuto di sua suocera, finché non smetterà di mentire, andandosene e affermando di essere guarita grazia alle cure di un medico giapponese. |
| Alfonso          | Jorge García Marino | ?                                      | ?                               | Alfonso Valle è un'ex giudice che riuscirà a scagionare il nipote Coco dall'accusa di furto in una gioielleria (fatto in realtà non vero). All'inizio si rifiuterà di aiutarlo economicamente, in quanto pensa che debba trovare un lavoro ed essere indipendente. Crede che Belu sia la fidanzata di Coco, ma alla fine scoprirà la verità rimanendo deluso. Impedirà la demolizione del teatro e riuscirà a far ottenere la proprietà provvisoria ai ragazzi. Dopo aver saputo che Coco aspetta un figlio da Paula, lo obbligherà a sposarsi, ma dopo aver saputo che si tratta di una bugia deciderà di non parlarli mai più. |
| Patricia         | Maria Rosa Yorio    | ?                                      | -                               | Patricia Jones è una cantante argentina. È un'amica di Amadeo e crederà che quest'ultimo sia morto in un incidente, ma scoprirà la verità. Parteciperà alla serata d'inaugurazione del bar del teatro, cantando una canzone composta di proposito per l'occasione. In passato ha avuto una relazione importante con Diego, ma mentre staranno per tornare insieme, quest'ultimo si rifiuterà, preferendo passare con sua moglie Sofia gli ultima mesi di vita che le rimangono. In passato ha avuto un figlio da Diego; scoprirà che si tratta di Piru, ma non glielo rivelerà subito. |
| Titi             | Ana Rivas           | Daniela Fava                           | -                               | Titi è la migliore amica di Máxima da una vita ed è l'unica a sapere tutti i suoi segreti. Procurerà a Máxima delle carte mediche (in realtà false) in cui si dichiara che Sofia, la madre di Fer, è una malata terminale. |
| Gerardo          | ?                   | - Pierluigi Astore - Raffaele Proietti | ?                               | Gerardo García Lastra è il padre di Clarita e Federico. È un avvocato milionario e il suo desiderio è che Coco, fidanzato di sua figlia Clarita, e Federico, suo figlio, diventino avvocati come lui, ma il sogno di quest'ultimo è di diventare musicista, e per questo lo caccerà da casa. In qualità di amico di Máxima, contribuirà alla chiusura del teatro di Amadeo. |
| Vicenta          | Carmen Vallejo      | Daniela Debolini                       | personaggio mai comparso        | Vicenta è la nonna di Fran. Si tratta di una vecchia arzilla che lavora nel panificio di famiglia. |
| Jaime            | Osvaldo Tesser      | Giovanni Petrucci                      | personaggio mai comparso        | Jaime è il maggiordomo di Máxima. Come Matilde, obbedisce a tutti i suoi ordini. |
| Diego            | Diego Ramos         | Raffaele Proietti                      | ?                               | Diego è l'insegnante di ballo dell'accademia. |
| Antonio          | ?                   | ?                                      | personaggio mai comparso        | Antonio Milanesio è il padre di Fran e Silvana. È un uomo molto umile che lavora nel panificio di famiglia. Verrà imprigionato con l'accusa di aver minacciato di morte un creditore (in realtà un usuraio), che, a causa di un mancato pagamento di una rata, è riuscito ad ottenere la proprietà della casa. Verrà scarcerato grazie all'intervento di Benjamín. |
| Florencia        | ?                   | ?                                      | personaggio mai comparso        | Florencia è l'ex moglie di Martín e madre di Tommy. Rivelerà a Belu che Martín in passato è stato un donnaiolo e soprattutto un alcolista, ma inizialmente non crederà. Supplicherà Máxima a riassumere l'ex marito soprattutto per il bene del loro figlio. |
| Tato             | ?                   | personaggio mai comparso               | ?                               | Tato è un amico di Belu conosciuto durante una manifestazione contro l'abbattimento degli alberi di Epuyén. Verrà ospitato al teatro e s'innamorerà di Belu, rivelandole i sentimenti che prova e proponendole di mettersi insieme. |
| Anita            | ?                   | personaggio mai comparso               | ?                               | Anita è la proprietaria del salone di bellezza dove lavora Fer. Inizialmente vorrà licenziarla, dopo che avrà procurato dei danni a delle clienti, ma in seguito cambierà idea, dandole un'altra opportunità e assumendola. |
| Padre Juan       | ?                   | personaggio mai comparso               | ?                               | Padre Juan è un sacerdote che si occupa dell'orfanotrofio dove un tempo abitava Piru. Si opporrà al fatto che Martín abbia a che fare con Moni, dato che quest'ultima dovrà diventare una suora, e per tale motivo li chiederà di starle lontano. |